# Dmitrij Charatjan
Dmitrij Charatjan (ros. Дмитрий Вадимович Харатьян; ur. 21 stycznia 1960) w Olmaliq, Uzbekistan – rosyjski aktor i reżyser filmowy.

## Filmografia
- 1992 – Na Deribasowskiej ładna pogoda, ale pada na Brighton Beach (На Дерибасовской хорошая погода, или На Брайтон Бич опять идут дожди)
- 1993 – Tajemnica królowej Anny, czyli muszkieterowie 30 lat później (Тайна королевы Анны, или Мушкетёры тридцать лет спустя)